# Hastula casta
Hastula casta é uma espécie de gastrópode do gênero Hastula, pertencente a família Terebridae.